# Mesa (Arizona)
 For alternative betydninger, se Mesa. (Se også artikler, som begynder med Mesa)
Mesa er en amerikansk by i den centrale del af staten Arizona i USA. Byen er en forstad til Phoenix og er beliggende i Maricopa County. Den har et indbyggertal på 504.258 (2020) indbyggere.

## Ekstern henvisning
- Mesas hjemmeside (engelsk) Arkiveret 5. maj 2015 hos  Wayback Machine